# Classe Wakatake
La classe Wakatake (若竹型駆逐艦, Wakatakegata kuchikukan) est la dernière série de destroyers de 2e classe de la Marine impériale japonaise construite après la Première Guerre mondiale.

## Contexte
L'État-major de la marine impériale japonaise décide de construire des destroyers moyens de même conception de la Classe Momi, dans le cadre de la Flotte huit-huit.
Vingt trois navires étaient prévus pour cette série moins coûteuse que la classe Minekaze. Mais en raison du Traité de Washington de 1922 et des restrictions budgétaires le nombre a été réduit à huit bâtiments.

## Conception
La classe Wakatake dérive de la conception de la classe Momi mais avec un changement de tirant d'eau pour avoir une meilleure navigabilité en mer très agitée.
Des turbine à gaz Parsons Marine Steam Turbine Company, Escher Wyss & Cie ou John Brown & Company ont été utilisées.

## Service
Les navires de classe Wakatake furent essentiellement utilisés comme escorteur dans les eaux territoriales.
Le 15 septembre 1932 le Sawarabi a chaviré en raison d'une mauvaise stabilité et a coulé au nord de Chilung près de Taiwan.
En avril 1940 le Yugao a été reclassé comme patrouilleur avec un armement réduit.
À la veille de la Guerre du Pacifique les six destroyers encore en service ont été utilisés comme patrouilleurs de lutte anti-sous-marine :
- Wakatake, Kuretake et Sanae au District naval de Kure, opérant en Mer intérieure de Seto, au Détroit de Hōyo et à l'île de Kyūshū.
- Asagao, Fuyō et Karukaya au District de garde de Chinkai opérant dans le Détroit de Tsushima

À partir du 10 avril 1942, les six destroyers sont affectés à la Southwest Area Fleet pour la protection des convois japonais entre Taiwan et les Philippines. Plus tard, ils interviennent sur les itinéraires étendus à Singapour, l'Indochine française, les Indes orientales néerlandaises et les Palaos. Dans le cadre de ce service Karukaya a établi un record en réussissant 54 convois escortes avant sa perte.
Sur les six destroyers, quatre ont été coulés par des sous-marins américains, et un autre par une attaque aérienne. Seul le Asagao a survécu à la guerre et a finalement été démoli en 1948.

## Les unités
| Nom      | Chantier naval                                      | Quille           | Lancement          | Service           | Fin de carrière                              | Photo |
| -------- | --------------------------------------------------- | ---------------- | ------------------ | ----------------- | -------------------------------------------- | ----- |
| Wakatake | Kawasaki Shipbuilding Corporation Tokyo             | 13 décembre 1921 | 24 juillet 1921    | 30 septembre 1922 | coulé le 30 mars 1944                        |       |
| Kuretake | Arsenal naval de Maizuru                            | 15 mars 1922     | 21 octobre 1922    | 21 décembre 1922  | coulé le 30 décembre 1944                    |       |
| Sanae    | Compagnie des docks d'Uraga                         | 5 avril 1922     | 15 février 1923    | 5 novembre 1923   | torpillé le 13 novembre 1943 détruit en 1944 |       |
| Sarawabi | Compagnie des docks d'Uraga                         | 20 novembre 1922 | 1er septembre 1923 | 24 juillet 1924   | chaviré le 5 décembre 1932 rayé en 1933      |       |
| Asagao   | Ishikawajima-Harima Heavy Industries Co., Ltd Tokyo | 14 mars 1922     | 4 novembre 1922    | 10 mai 1923       | coulé le 22 août 1945                        |       |
| Yūgao    | Ishikawajima-Harima Heavy Industries Co., Ltd Tokyo | 15 mai 1922      | 14 avril 1923      | 31 mai 1924       | coulé le 10 novembre 1944                    |       |
| Fuyō     | Chantiers navals Fujinagata                         | 16 février 1922  | 23 septembre 1922  | 16 mars 1923      | torpillé le 20 décembre 1943 détruit en 1944 |       |
| Karukaya | Chantiers navals Fujinagata                         | 16 mai 1922      | 19 mars 1923       | 20 août 1923      | torpillé le 10 mai 1944                      |       |